# Trots van Vlaanderen
Trots van Vlaanderen is een programma van de Vlaamse zender VTM. De bedoeling van het programma is "helden" te eren. Het programma werd in 2007 en 2008 uitgezonden.

## Winnaars in 2007

### Held van het jaar
Marc Swerts (42) sleepte een zwaargewonde piloot uit een gecrasht vliegtuig.

### Doorzetter van het jaar
Marieke Vervoort (29) zit in een rolstoel maar trainde keihard om in de Ironman Hawaï te kunnen starten.

### Buur van het jaar
Kathleen Ubachs (35) redde het leven van het zoontje van haar buurvrouw.

### Team van het jaar
Sinds 1999 trekken de olijke dames, de javellekes, met borstel en spons door de wijk. Niet alleen om het vuil op te ruimen, maar ook om de multiculturele problemen aan te pakken.

### Kind van het jaar
Tom Jans, Sander Moermans en Dries Houben (allen 14) uit Lummen vormden een ketting en redden Ruben van de verdrinkingsdood in het Albertkanaal.

### Hulpverlener van het jaar
Marie-Jeanne De Clerq en haar 3 collega's van Koester, Annemie Van Puyvelde, Kristin Mattheeuws en Roos Van Boxtael, zijn vier speciaal opgeleide verpleegkundigen die dag en nacht palliatieve en curatieve zorg aan huis verlenen. Hun patiënten zijn voornamelijk ongeneeslijk zieke kinderen.

### Vrijwilliger van het jaar
Saskia Benus (47) vangt jongeren met mentale beperkingen op in haar boerderij in Nijlen.

### Uitzonderlijke prestatie
Sofie Billiet (24) redde al twee keer het leven van haar broer die kanker had. Ze onderging al een beenmergtransplantatie en een transplantatie van een stukje lever.

### Levenswerk
Zuster Angele uit Roeselare die zich al meer dan vijftig jaar inzet in Congo.

### Prijs van de Koning Boudewijn Stichting
Ell Circo d'Ell Fuego is een circusschooltje dat werkt met kansarme kinderen.